# Norsk ishockey mesterskab for mænd
Norgesmesterskapet i ishockey for menn afholdes hvert år fra Norges Ishockeyforbund blev oprettet (1934), undtagen i krigsårene og under Coronaviruspandemi. Det første NM blev afholdt i slutningen af 1. division fodbold for mænd 1934/35. Mesterskabet bør ikke forveksles med Norsk ishockey mesterskab før 1929, da Norsk Bandyforening blev grundlagt som "Norsk ishockeyforening", men skiftede navn i 1929.
Det norske mesterskab er blevet afholdt som slutspil efter Stanley Cup -modellen siden 1980, hvor Fjordkraftligaen er grundlaget for hvert holds såning i slutspillet. Ligamesteren er seedet som nummer et og får hjemmebane fordel i slutspillet. Men i modsætning til Stanley Cup får holdet også først en modstander i kvartfinaleserien.
Dette gøres efter følgende model:
Ligamesteren vælger først mellem de hold, der blev nr. 7 og 8. Derefter vælger holdet, der blev nr. 2 i grundserien, mellem de resterende og holdet, der blev nr. 6. Holdet, der blev nr. 3, vælger mellem de resterende og hold nr. 5, holdet, der blev nr. 4 spiller mod det sidste tilbageværende hold fra den nederste halvdel af tabellen. Det hold, der er det højeste frø i en playoff-serie, har en hjemmefeltfordel; holdet kan spille et hjemmekamp i tilfælde af en syvende og afgørende kamp.
I slutspillet spilles titlen Norgesmester og finder sted over fire kvartfinaleserier, to semifinaleserier og en slutserie. Alle serier spilles over de bedste af syv kampe, så vinderen er det hold, der er den første, der vinder fire kampe. Hver kamp skal have en vinder, og hvis der er uafgjort efter ordinær tid (60 minutter), spilles ekstra tid, indtil et af holdene scorer.

## Norgesmestere
- 2020 avlyst på grunn av Coronaviruspandemi
- 2019 Frisk Asker[1]
- 2018 Storhamar Dragons
- 2017 Stavanger Oilers
- 2016 Stavanger Oilers
- 2015 Stavanger Oilers
- 2014 Stavanger Oilers
- 2013 Stavanger Oilers
- 2012 Stavanger Oilers
- 2011 Sparta Warriors
- 2010 Stavanger Oilers
- 2009 Vålerenga Ishockey
- 2008 Storhamar Dragons
- 2007 Vålerenga Ishockey
- 2006 Vålerenga Ishockey
- 2005 Vålerenga Ishockey
- 2004 Storhamar Dragons
- 2003 Vålerenga Ishockey
- 2002 Frisk Asker
- 2001 Vålerenga Ishockey
- 2000 Storhamar Dragons
- 1999 Vålerenga Ishockey
- 1998 Vålerenga Ishockey
- 1997 Storhamar Dragons
- 1996 Storhamar Dragons
- 1995 Storhamar Dragons
- 1994 Lillehammer Ishockeyklubb
- 1993 Vålerenga Ishockey
- 1992 Vålerenga Ishockey
- 1991 Vålerenga Ishockey
- 1990 Furuset Ishockey
- 1989 Sparta Sarpsborg
- 1988 Vålerenga Ishockey
- 1987 Vålerenga Ishockey
- 1986 Stjernen Hockey
- 1985 Vålerenga Ishockey
- 1984 Sparta Sarpsborg
- 1983 Furuset Ishockey
- 1982 Vålerenga Ishockey
- 1981 Stjernen Hockey
- 1980 Furuset Ishockey
- 1979 Frisk Asker
- 1978 Manglerud Star Ishockey
- 1977 Manglerud Star Ishockey
- 1976 Hasle-Løren Idrettslag
- 1975 Frisk Asker
- 1974 Hasle-Løren Idrettslag
- 1973 Vålerenga Ishockey
- 1972 Hasle-Løren Idrettslag
- 1971 Vålerenga Ishockey
- 1970 Vålerenga Ishockey
- 1969 Vålerenga Ishockey
- 1968 Vålerenga Ishockey
- 1967 Vålerenga Ishockey
- 1966 Vålerenga Ishockey
- 1965 Vålerenga Ishockey
- 1964 Gamlebyen
- 1963 Vålerenga Ishockey
- 1962 Vålerenga Ishockey
- 1961 Tigrene
- 1960 Vålerenga Ishockey
- 1959 Gamlebyen
- 1958 Gamlebyen
- 1957 Tigrene
- 1956 Gamlebyen
- 1955 Gamlebyen
- 1954 Furuset Ishockey
- 1953 Gamlebyen
- 1952 Furuset Ishockey
- 1951 Furuset Ishockey
- 1950 Gamlebyen
- 1949 Furuset Ishockey
- 1948 Strong
- 1947 Stabæk
- 1946 Forward
- 1945 2. verdenskrig
- 1944 2. verdenskrig
- 1943 2. verdenskrig
- 1942 2. verdenskrig
- 1941 2. verdenskrig
- 1940 Grane
- 1939 Grane
- 1938 Trygg
- 1937 Grane
- 1936 Grane
- 1935 Trygg